# Moon (película)
Moon es una película británica de ciencia ficción. Se estrenó en 2009 y es la ópera prima del director Duncan Jones. Su protagonista es Sam Rockwell, quien interpreta a Sam Bell, mientras que Kevin Spacey brinda su voz al robot GERTY. La banda sonora fue compuesta por Clint Mansell.

## Sinopsis
Sam Bell está a punto de terminar su contrato de tres años en la Base Minera Sarang de Lunar Industries Ltd. en la cara oculta de la Luna en una empresa minera, que extrae un nuevo mineral encontrado para generar energía limpia en la Tierra. Tres largos años permaneció Bell con la única compañía de GERTY, una entidad robótica con inteligencia artificial programada para ayudarle y protegerle. 
Aislado de la Tierra, pues la empresa tiene otras prioridades más urgentes que reparar el satélite que lo comunicaría directamente con el planeta, Sam lleva adelante con normalidad su rutina diaria, que consiste en monitorear las tres excavadoras-cosechadoras a su cargo (Mark, Matthew y Luke), diseñadas para extraer de las rocas lunares el valioso isótopo helio-3, indispensable para alimentar los nuevos reactores de fusión terrestres de energía limpia. 
Cuando los contenedores están llenos con el nuevo mineral, va por ellos en un vehículo de transporte lunar y los extrae para mandarlos en una lanzadera espacial a la Tierra para su procesamiento, en pequeños sacos con algunos kilos de carga. Su tiempo libre lo dedica a ejercitarse para prevenir la atrofia muscular por vivir en un ambiente de baja gravedad, cuidar de unas plantas, armar la maqueta de un pueblo y ver algunos de los viejos programas de TV que la base tiene en su memoria, pero sobre todo, comunicarse a través de mensajes grabados transmitidos vía Júpiter con su esposa y su pequeña hija en su casa en la Tierra. 
La separación ha sido larga, la soledad abrumadora, pero en solo dos semanas acabará, podrá volver a su casa para ver y abrazar a su familia. Sin embargo algo sucede, comienza a sentirse mal y tener visiones, y acaba descubriendo el terrible secreto que la base oculta y que ha sido su hogar durante tres años.

Luego de un accidente en un transporte lunar, un nuevo técnico operador despierta y GERTY lo recibe, para seguir operando en la base lunar. El nuevo rescata a Sam y descubre que ellos son clones, utilizados por los dueños de la empresa minera privada como técnicos especialistas, para solucionar los problemas que se presenten en la base lunar. Tienen una vida útil limitada, de solamente tres años, luego se degradan, mueren y son reemplazados por otro clon que se despierta en forma automática y programada, para seguir trabajando en la base lunar durante otros tres años.

## Taquilla
Moon recaudó 700 394 libras en el Reino Unido, 3 370 366 dólares en Estados Unidos y 9 760 104 dólares en el resto del mundo.

## Premios
- Mejor película británica independiente de 2009.
- Premio Douglas Hickox para Duncan Jones.[3]
- Mejor película en el Festival de Cine de Sitges de 2009.

## Enlaces
- Página web oficial
- Moon en Internet Movie Database (en inglés).
- Moon en FilmAffinity.
- Moon en Rotten Tomatoes (en inglés).
- Moon en Metacritic (en inglés).

- Datos: Q26751
- Multimedia: Moon (film) / Q26751